# Luzège
A Luzège folyó Franciaország területén a Dordogne jobb oldali mellékfolyója.

## Földrajzi adatok
A Francia-középhegységben ered és Laval-sur-Luzège közelében torkollik a Dordogne-ba. Hossza 64 km.

## Megyék és helységek a folyó mentén
- Corrèze : Meymac, Maussac, Laval-sur-Luzège.